# Sylvirana guentheri
Sylvirana guentheri é uma espécie de anfíbio anuro da família Ranidae. Está presente em China, Guam, Hong Kong, Macau, Taiwan, Vietnam. Foi introduzida em Guam.